# مکیدن خون‌آشام
مکیدن خون‌آشام (به انگلیسی: Vampires Suck) فیلمی محصول سال ۲۰۱۰ و به کارگردانی جیسون فرایبرگ و آرون سلتزر است. در این فیلم بازیگرانی همچون جن پراسک، مت لنتر، کریس ریگی، کن جیونگ، آنالیزا ون‌در پل، آریل کبل، چارلی وبر، کریستا فلاناگان، دیوید دی لوئیس، آیک بارینهولتز، دیو فولی، نیک اورسمن، زین هولتز ایفای نقش کرده‌اند.